# 里斯本 (馬里蘭州)
里斯本（英語：Lisbon）是位於美國馬里蘭州霍華德縣的一個普查規定居民點。

## 人口
根據2020年美國人口普查的數據，里斯本的面積為3.83平方千米，當中陸地面積為3.82平方千米，而水域面積為0.01平方千米。當地共有人口282人，而人口密度為每平方千米73.63人。